# Anoplophora mamaua
Anoplophora mamaua là một loài bọ cánh cứng trong họ Cerambycidae.